# Liste der Illustrierten historischen Hefte
Die Liste der Illustrierten historischen Hefte ist eine Liste aller veröffentlichten Illustrierten historischen Hefte (Eigenschreibweise: illustrierte historische hefte).
Die Illustrierten historischen Hefte waren eine populärwissenschaftliche monografische Reihe in der DDR zu verschiedenen historischen Themen. Sie wurde vom Zentralinstitut für Geschichte der Akademie der Wissenschaften der DDR herausgegeben und erschien im Deutschen Verlag der Wissenschaften. Autoren waren namhafte DDR-Historiker, die mit der Publikation ein marxistisches Geschichtsbild vermitteln sollten. Das 20. Jahrhundert war in der Reihe überproportional häufig vertreten, während vorneuzeitliche Themen nur sporadisch vorkamen.
Die Reihe wurde in unregelmäßigen Abständen veröffentlicht und kostete, bis auf die letzten beiden Hefte, 3,50 Mark. Das Erste der insgesamt 56 erschienenen Hefte wurde 1976 veröffentlicht, wobei zahlreiche Ausgaben mehrere und erweiterte Auflagen erlebten. Das Format blieb stets gleich, der Umfang schwankte von 38 bis 42 Seiten. Die Aufmachung und Ausstattung sowie die Druck- und Papierqualität der Hefte waren überdurchschnittlich gut. Mit der Deutschen Wiedervereinigung 1990 wurde die Reihe eingestellt.
| Heft | Autor                                             | Titel                                                                                 | Jahr | DNB-Nr. oder ISBN  |
| ---- | ------------------------------------------------- | ------------------------------------------------------------------------------------- | ---- | ------------------ |
| 1    | Olaf Groehler                                     | Das Ende der Reichskanzlei.                                                           | 1976 | DNB 770038891      |
| 2    | Evemarie Badstübner-Peters                        | Wie unsere Republik entstand.                                                         | 1976 | DNB 760324492      |
| 3    | Willibald Gutsche                                 | 1. August 1914.                                                                       | 1976 | DNB 760378231      |
| 4    | Baldur Kaulisch                                   | U-Boot Krieg 1914/1918.                                                               | 1976 | DNB 760378223      |
| 5    | Sigrid Wegner-Korfes                              | Blutsonntag 1905. Fanal der Revolution.                                               | 1976 | DNB 790324431      |
| 6    | Gunther Hildebrandt                               | Rastatt 1849. Eine Festung der Revolution.                                            | 1976 | DNB 790322358      |
| 7    | Wolfgang Büttner                                  | Tod dem König. Es lebe die Republik.                                                  | 1977 | DNB 202076016      |
| 8    | Roswitha Czollek / Lothar Kölm                    | Roter Oktober. Zeitenwende im Protokoll.                                              | 1977 | DNB 800596366      |
| 9    | Gerhard Brendler                                  | Mit Morgenstern und Regenbogenfahne.                                                  | 1978 | DNB 780289528      |
| 10   | Harald Müller                                     | Die Entstehung der USA.                                                               | 1978 | DNB 790023261      |
| 11   | Siegfried Epperlein                               | Der Gang nach Canossa.                                                                | 1978 | DNB 790027348      |
| 12   | Klaus Brade                                       | Südafrika Apartheid. Befreiungskampf.                                                 | 1978 | DNB 790050943      |
| 13   | Gerd Fesser                                       | Der Weg nach Königgrätz 1866.                                                         | 1978 | DNB 790745372      |
| 14   | Wolfgang Ruge                                     | Revolutionstage. November 1918.                                                       | 1978 | DNB 790050935      |
| 15   | Bernd Jeschonnek                                  | Waterloo 1815.                                                                        | 1979 | DNB 810264358      |
| 16   | Horst Barthel                                     | Adolf Hennecke. Beispiel und Vorbild.                                                 | 1979 | DNB 800528972      |
| 17   | Hartmut Mehls / Ellen Mehls                       | 13. August.                                                                           | 1979 | DNB 810288273      |
| 18   | Helmut Kresse                                     | Panzerkreuzer Potemkin. Siegeslauf eines Filmes.                                      | 1979 | DNB 820224952      |
| 19   | Günter Benser                                     | Aufruf der KPD vom 11. Juni 1945.                                                     | 1980 | DNB 810288281      |
| 20   | Günter Möschner / Josef Gabert / Hans Meusel      | Das Volk nutzt die Macht. DDR 1958–1961.                                              | 1979 | DNB 800476999      |
| 21   | Lieselotte Kramer-Kaske                           | Die kubanische Volksrevolution 1953–1962.                                             | 1980 | DNB 800393538      |
| 22   | Bruno Gloger                                      | Kreuzzug gegen die Stedinger 1233/34.                                                 | 1980 | DNB 800525108      |
| 23   | Erwin Könnemann / Hans-Joachim Krusch             | Aktionseinheit gegen Kapp-Putsch.                                                     | 1980 | DNB 810296780      |
| 24   | Joachim Petzold                                   | Generalprobe für Hitler.                                                              | 1980 | DNB 830055703      |
| 25   | Manfred Weißbecker                                | Flucht nach Weimar 1918-1919.                                                         | 1980 | DNB 820114952.     |
| 26   | Wolfgang Schlicker                                | Albert Einstein. Physiker und Humanist.                                               | 1981 | DNB 820097179      |
| 27   | Wolfgang Büttner                                  | Weberaufstand im Eulengebirge 1844.                                                   | 1982 | DNB 820987530      |
| 28   | Margot Hegemann                                   | Georgi Dimitroff als Staatsmann 1945–1949.                                            | 1982 | DNB 821040553      |
| 29   | Klaus Drobisch                                    | Reichstag in Flammen.                                                                 | 1983 | DNB 830496874      |
| 30   | Klaus Scheel                                      | Hauptstoßrichtung Berlin.                                                             | 1983 | DNB 840080646      |
| 31   | Sigrid Looß                                       | Luther in Worms 1521.                                                                 | 1983 | DNB 840060858      |
| 32   | Karl-Heinz Börner                                 | Völkerschlacht bei Leipzig 1813.                                                      | 1984 | DNB 840900600      |
| 33   | Gerhard Höpp                                      | Algerien Befreiungskrieg 1954–1962.                                                   | 1984 | DNB 841030170      |
| 34   | Jochen Cerny                                      | EKO. Eisen für die Republik.                                                          | 1984 | DNB 204829917      |
| 35   | Bianca Schorr / Annemarie Hafner / Petra Heidrich | Jawaharlal Nehru.                                                                     | 1985 | DNB 850684196      |
| 36   | Rolf Badstübner                                   | Die Potsdamer Konferenz. Code „Terminal“.                                             | 1985 | DNB 850655862      |
| 37   | Helmut Asmus                                      | Das Hambacher Fest.                                                                   | 1985 | DNB 870061054      |
| 38   | Gerhard Keiderling                                | Die Spaltung Berlins.                                                                 | 1985 | DNB 870127802      |
| 39   | Helga Köpstein                                    | Thomas. Rebell und Gegenkaiser in Byzanz.                                             | 1986 | DNB 860430723      |
| 40   | Günter Benser                                     | Wie die SED entstand.                                                                 | 1986 | DNB 860419894      |
| 41   | Erika Kücklich                                    | Ernst Thälmann und die Reichspräsidentenwahl 1932.                                    | 1986 | ISBN 3-326-00018-9 |
| 42   | Gerd Fesser                                       | Die Schlacht bei Jena und Auerstedt 1806.                                             | 1986 | ISBN 3-326-00134-7 |
| 43   | Bruno Krüger                                      | Die Schlacht im Teutoburger Wald.                                                     | 1986 | ISBN 3-326-00137-1 |
| 44   | Gerhard Birk                                      | Bismarcks Ausnahmegesetz gegen die Sozialdemokratie.                                  | 1987 | ISBN 3-326-00263-7 |
| 45   | Roland Felber / Horst Rosteck                     | Der „Hunnenkrieg“ Kaiser Wilhelms II. Imperialistische Intervention in China 1900/01. | 1987 | ISBN 3-326-00264-5 |
| 46   | Conrad Grau                                       | Berlin Französische Straße. Auf den Spuren der Hugenotten.                            | 1987 | ISBN 3-326-00213-0 |
| 47   | Ulrich van der Heyden                             | Kampf um die Prärie. Der Freiheitskampf der nordamerikanischen Prärieindianer.        | 1988 | ISBN 3-326-00318-8 |
| 48   | Willibald Gutsche                                 | „Panthersprung“ nach Agadir 1911.                                                     | 1988 | ISBN 3-326-00319-6 |
| 49   | Peter Hoffmann                                    | Peter der Große. Zar und Reformer.                                                    | 1988 | ISBN 3-326-00403-6 |
| 50   | Gerhart Hass                                      | Bankrott der Münchener Politik. Die Zerschlagung der Tschechoslowakei 1939.           | 1988 | ISBN 3-326-00322-6 |
| 51   | Bernd Jeschonnek                                  | Sturm auf die Bastille.                                                               | 1989 | ISBN 3-326-00531-8 |
| 52   | Barbara Pätzold                                   | Otto der Große 936–973. Auf dem Weg zum deutschen Feudalstaat.                        | 1989 | ISBN 3-326-00532-6 |
| 53   | Bernd Gottberg                                    | Fall Weiß. Entfesselung des zweiten Weltkrieges.                                      | 1989 | ISBN 3-326-00473-7 |
| 54   | Peter Hübner / Monika Rank                        | Schwarze Pumpe. Kohle und Energie für die DDR.                                        | 1988 | ISBN 3-326-00539-3 |
| 55   | Elfie-Marita Eibl                                 | Friedrich I. Barbarossa 1152–1190.                                                    | 1990 | ISBN 3-326-00549-0 |
| 56   | Kurt Finker                                       | Attentat auf Hitler 20. Juli 1944.                                                    | 1990 | ISBN 3-326-00321-8 |

DNB 013037404